# Riddle (Oregón)
Riddle es una ciudad ubicada en el condado de Douglas en el estado estadounidense de Oregón. En el año 2000 tenía una población de 1.014 habitantes y una densidad poblacional de 596.5 personas por km².

## Geografía
Riddle se encuentra ubicada en las coordenadas 42°57′6″N 123°21′54″O / 42.95167, -123.36500.

## Demografía
Según la Oficina del Censo en 2000 los ingresos medios por hogar en la localidad eran de $28,750, y los ingresos medios por familia eran $37,159. Los hombres tenían unos ingresos medios de $31,438 frente a los $27,232 para las mujeres. La renta per cápita para la localidad era de $13,666. Alrededor del 19.0% de la población estaban por debajo del umbral de pobreza.